# Helix Bridge
Helix Bridge (în română Podul Elicoidal), oficial Helix și anterior cunoscut sub numele de Double Helix Bridge, este pod pietonal care leagă Marina Centre de Marina South în zona Marina Bay din Singapore. A fost deschis oficial pe 24 aprilie 2010 la 9 seara, doar pe jumătate, din cauza construcției care avea loc la Marina Bay Sands. Podul este situat lângă Podul Benjamin Sheares și este dublat de un pod pentru vehicule, numit Podul Bayfront. Întregul pod a fost deschis pe 18 iulie 2010, fiind astfel finalizată întreaga pasarelă pietonală în jurul Marina Bay.

## Arhitectură
Proiectul a fost creat de o echipă internațională formată din arhitecți australieni de la Cox Arhitecture, ingineri de la Arup și compania Arhitects 61 din Singapore.
Copertinele din sticlă poroasă și plasă din oțel perforat sunt încorporate de-a lungul părților spiralei interioare pentru a oferi umbră pietonilor. Podul are patru platforme de observare amplasate în locuri strategice, oferind o priveliște deosebită a orașului și evenimentelor care au loc în Marina Bay. Noaptea, podul este iluminat cu o serie de lumini care evidențiază structura cu dublu elicoidală, creând astfel o experiență vizuală specială pentru vizitatori.
Perechi de litere c și g, precum și a și t pe pod sunt colorate, respectiv luminate pe timp de noapte, în roșu și verde și reprezintă citozina, guanina, adenina și timina, cele patru baze ale ADN-ului. Proiectat intenționat ca un ADN rotit spre stânga, spre deosebire de ADN-ul normal, podul a fost inclus în The Left Handed DNA Hall of Fame în 2010.

## Design

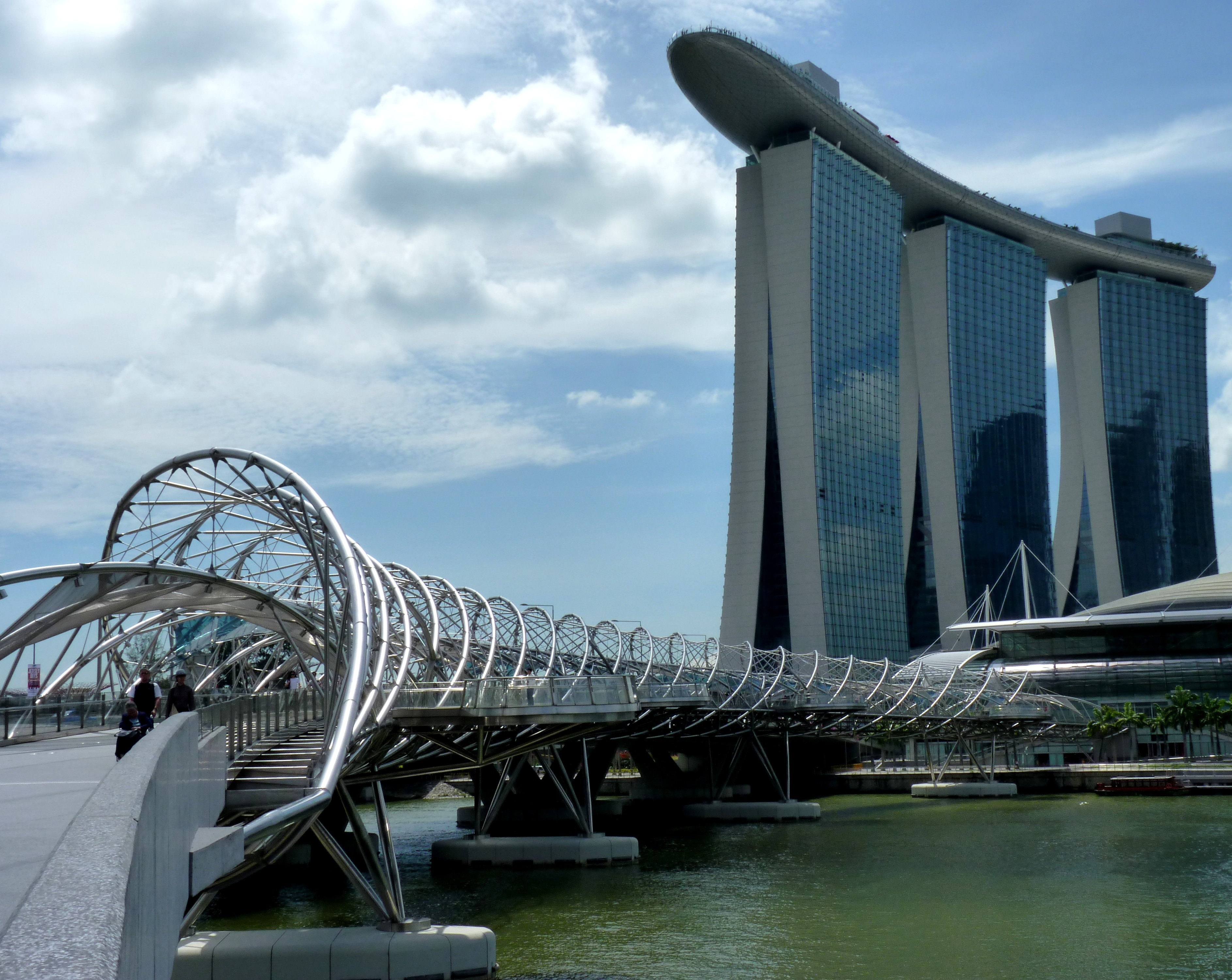

Încă de la început, proiectul s-a confruntat cu mai multe provocări. S-a dorit ca podul să fie curbat, ca un arc, astfel încât să nu apară brusc pe cele două maluri. În plus, era dorită o structură ușoară, în contrast cu podul de vehicule adiacent cu șase benzi, care este apăsător din punct de vedere artistic.
Din cauza climatului tropical, a fost necesar ca podul să ofere umbră și adăpost împotriva razelor directe ale soarelui și precipitațiilor abundente. Combinația acestor factori, împreună cu dorința de a crea o structură care să devină punct de reper, a condus la un design nou și unic.
Podul rezultat cuprinde două structuri elicoidale delicate care funcționează împreună ca un trunchi tubular. Această abordare a fost inspirată de forma structurii curbate a ADN-ului. Tuburile elicoidale se ating doar într-un punct, sub puntea podului. Cele două componente spiralate sunt separate de o serie de tije și bârne, precum și de inele de rigidizare, pentru a forma o structură stabilă. Acest aranjament este trainic și ideal pentru forma curbată. Podul din oțel inoxidabil este susținut de structuri de beton în ambele capete.
Podul de 280 m este alcătuit din trei segmente de 65 m și două de 45 m la capete. Dacă tot oțelul ar fi înșirat în linie dreaptă, acesta ar măsura 2,25 km lungime. Spiralele majore și minore, care se rotesc în direcții opuse, au un diametru de 10,8 m și, respectiv, 9,4 m. Spirala exterioară este format din șase tuburi (273 mm în diametru), care sunt amplasate echidistant unul de altul. Spirala interioară este alcătuită din cinci tuburi, tot de 273 mm în diametru. De-a lungul râului, podul este susținut de coloane conice din oțel inoxidabil, care sunt umplute cu beton. Coloanele formează un trepied inversat, care susțin podul deasupra fundațiilor. În total, podul cântărește în jur de 1700 de tone.
Ultimele piese de design sunt o serie de balcoane ovale, fiecare cu o capacitate de aproximativ 100 de persoane, care se extind pe partea golfului pentru a permite observarea evenimentelor care au loc pe apă. Aceste punți au fost concepute pentru a îmbunătăți experiența pietonală pe pod prin crearea unui nou spațiu urban și a unei legături vitale între structurile majore existente și cele viitoare din Singapore.
Pentru că această structură a fost inspirată de structura ADN-ului, a fost esențial ca iluminatul arhitectural să sublinieze diferitele forme și curbe. În acest scop, o serie de leduri multi-colorate dinamice sunt instalate pe structurile elicoidale. Cele orientate spre exterior accentuează structurile curbe, iar un alt set de leduri iluminează acoperișul de sticlă și plasă de oțel pentru a crea o membrană de lumină. Spirala interioară folosește lumină albă pentru a ilumina calea pietonală. Luminile se combină deosebit de bine cu finisajul de suprafață și culoarea elementelor din oțel inoxidabil.

## Construcție
Helix este fabricat din aproximativ 650 de tone de oțel inoxidabil duplex și 1000 de tone de oțel-carbon utilizat în structura temporară și pentru a obține forma elicoidală.

### Fabricare
Înainte de începerea lucrărilor la podul propriu-zis, a fost realizată o machetă din oțel și carbon pentru a putea prevedea eventuale dificultăți. Fabricarea elementelor a avut loc de la nord la sud, componentele fiind asamblate în segmente care puteau fi transportate pe drumurile din Singapore. O asamblare de probă a fost efectuată înainte de livrare pentru a identifica eventuale erori de prefabricare.

### Controlul calității
Oțelul inoxidabil duplex folosit este susceptibil la contaminarea cu praf de carbon sau zinc. Din această cauză, au fost întreprinse măsuri speciale pentru a separa componentele pentru Helix de alte oțeluri de carbon și azot.

## Secvență
Secvența de nucleotide, citită spre Marina Bay Sands, este „ATCTGGTCGAGCTCGGGTCCACTCCGGATTCTGTGTGTGTGTGTGTGTCAACTGAATGA”. Aceasta nu se potrivește cu niciuna din secvențele ADN cunoscute.